# Masarykovo náměstí (Přeštice)
Masarykovo náměstí je hlavní náměstí města Přeštice. Náměstí je ze všech stran obklopené zástavbou domů, z nichž je význačná radnice a budova Kulturního a komunitního centra Přeštice. Plocha náměstí je rozdělena na tři části: severní část slouží pro parkování a autobusovou dopravu (zastávka Přeštice, nám.), prostřední je dlážděná s kašnou a v jižní části je parková úprava. Při východní straně prochází silnice I/27. Na náměstí se nachází pětice přeštických kulturních památek (čtyři sochy a jedna budova).
Z náměstí vycházejí na západ Komenského a Červenkova ulice, na severovýchod Rybova ulice, na východ Veleslavínova, Jungmannova a Mlýnská ulice a na jih Hlávkova ulice.

## Název

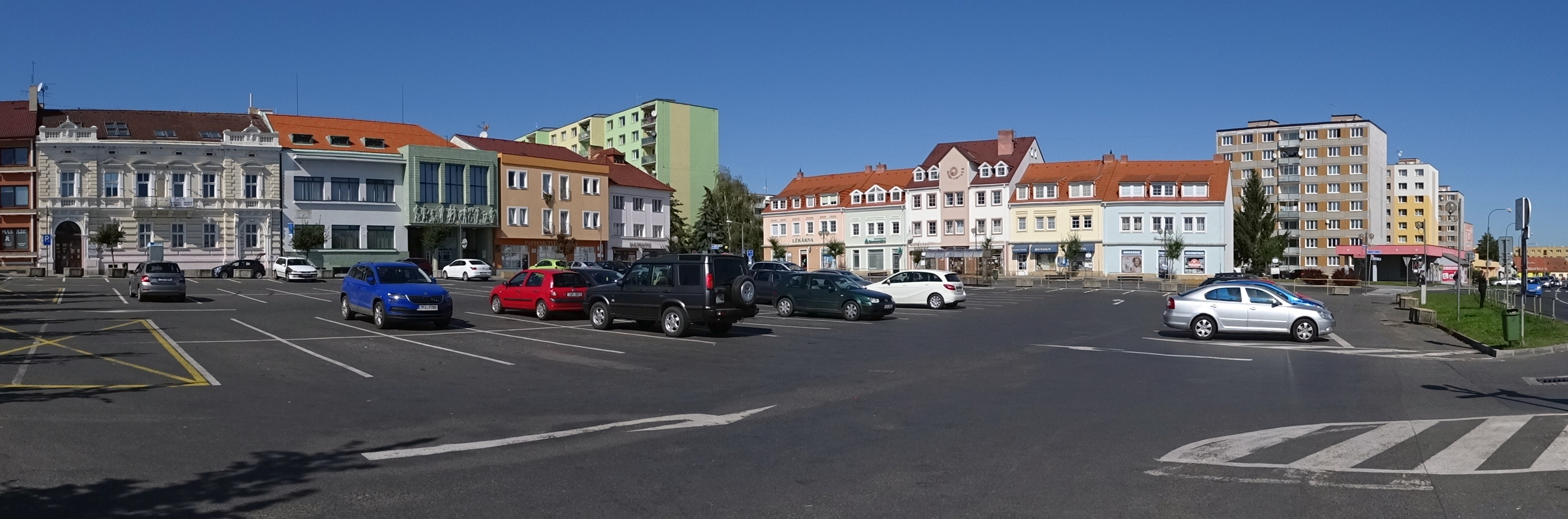
Severní část náměstí

Náměstí bylo 3. června 1930 pojmenováno Masarykovo náměstí. Po komunistickém převratu bylo přejmenováno na Gottwaldovo náměstí. 1. února 1990 se mu vrátil název Masarykovo náměstí.

## Sochy
Na náměstí se nachází pět soch a jeden pomník obětem druhé světové války. Do roku 1981 zde stálo hodnotné sousoší svatého Benedikta z Nursie, sokl zničeného díla je dnes v lapidáriu na radnici.

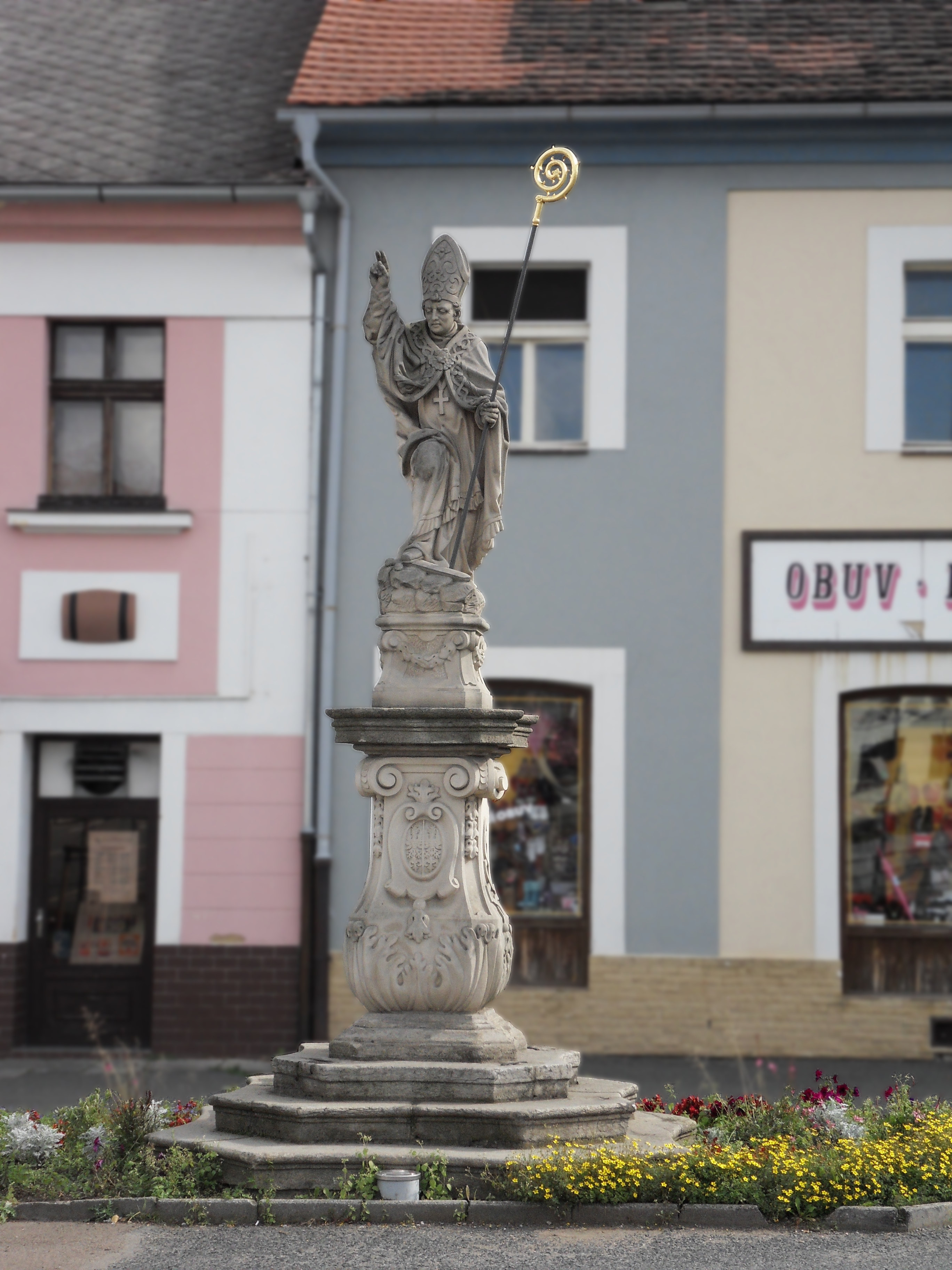
Socha svatého Kiliána, kulturní památka
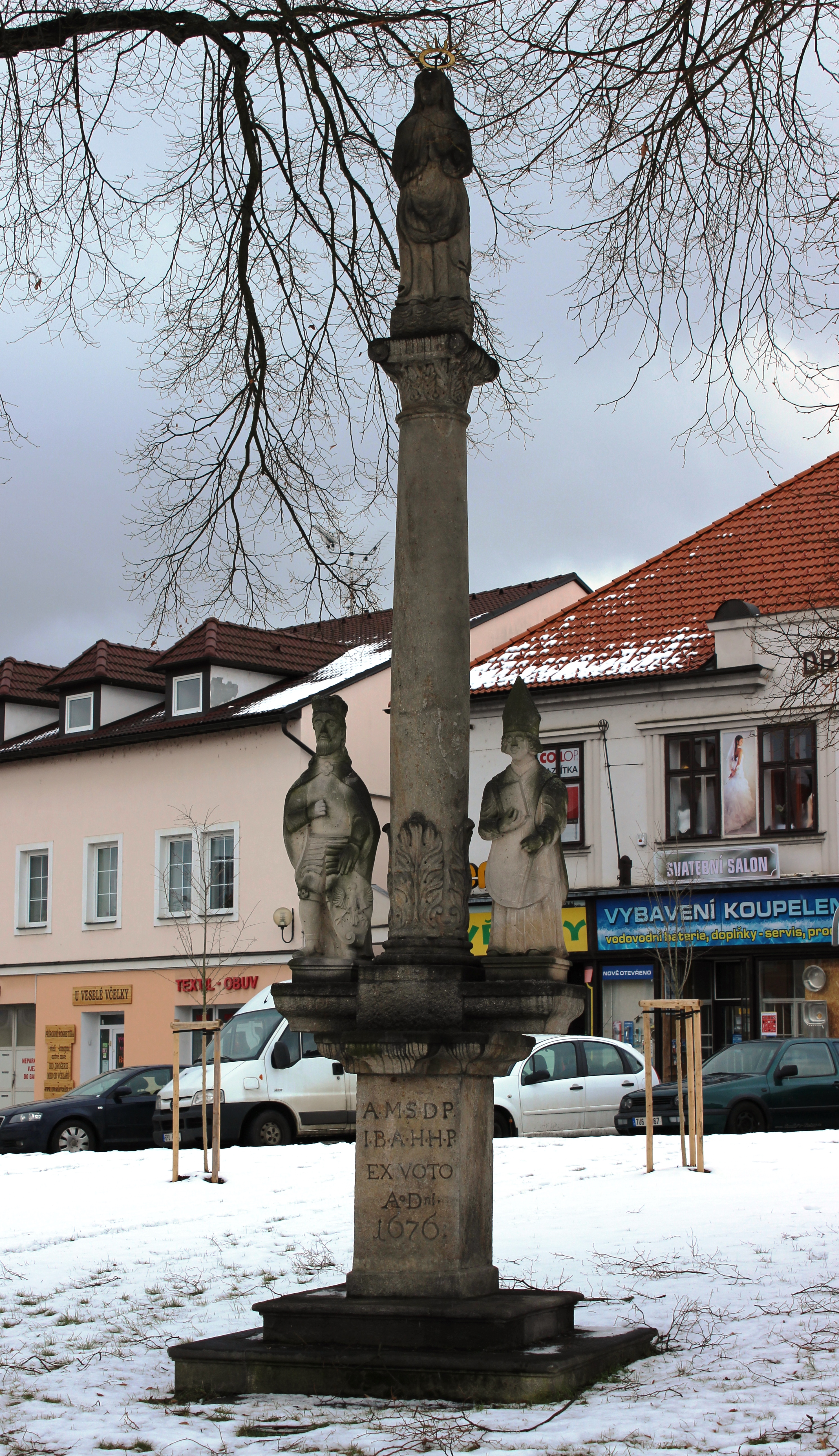
Mariánský sloup, kulturní památka
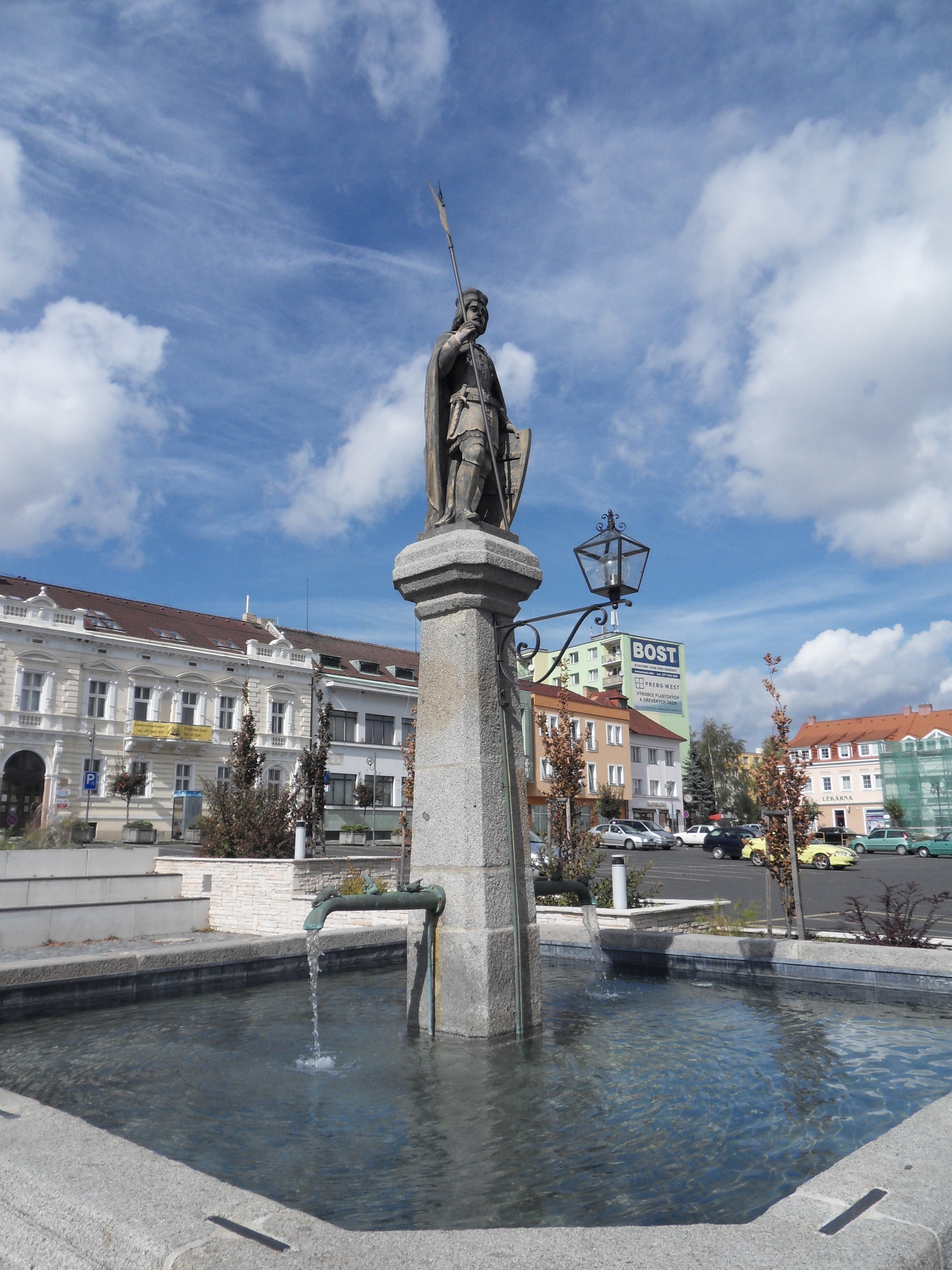
Kašna se sochou svatého Václava, kulturní památka
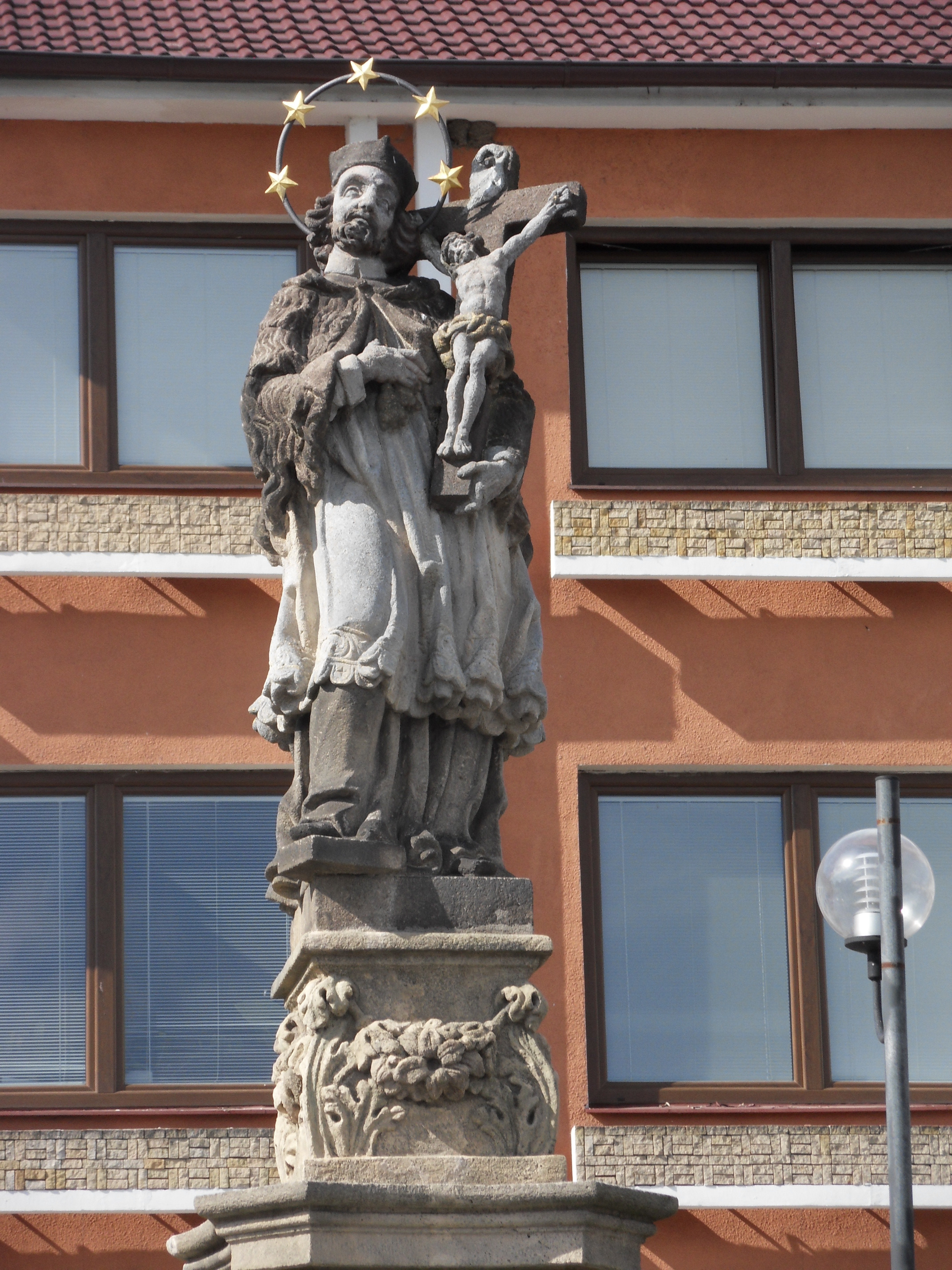
Socha svatého Jana Nepomuckého, kulturní památka
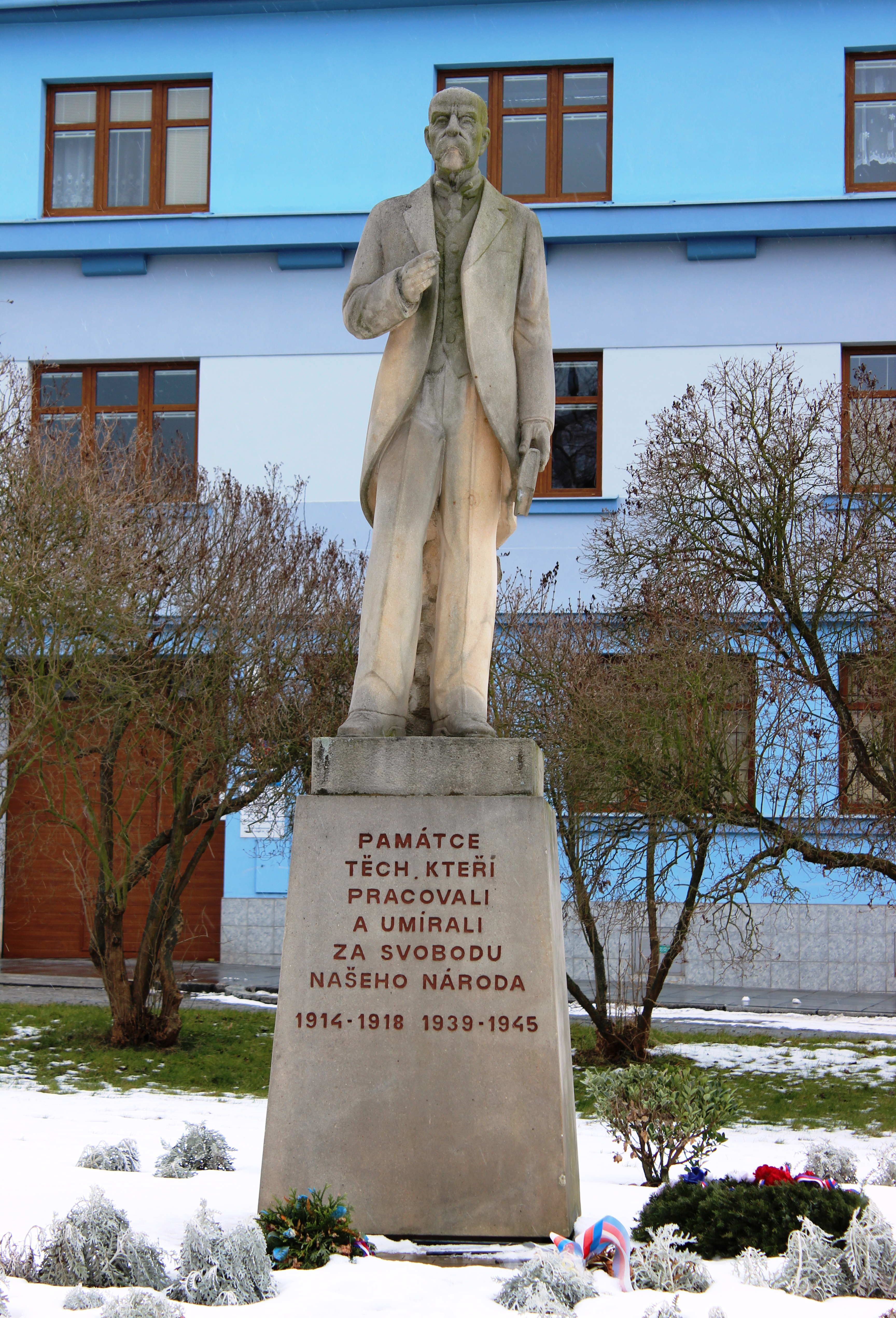
Socha Tomáše Garrigue Masaryka

## Budovy
Z budov na náměstí je jedna, přeštická spořitelna, chráněna jako kulturní památka. Dále je zde např. budova radnice, sídlí zde kulturní a informační centrum s kinem a sálem, pošta, městská i státní policie, pivovar atd.

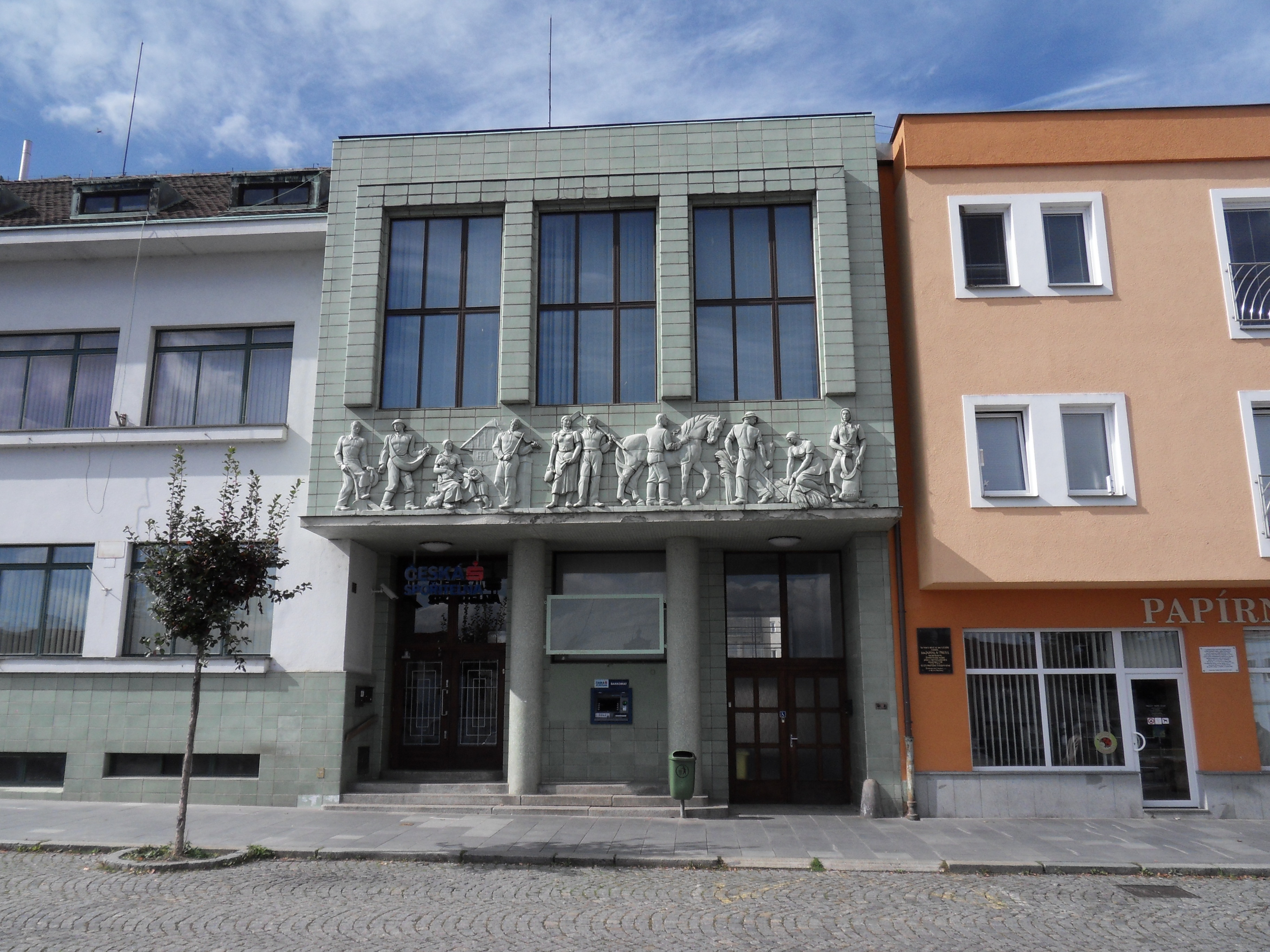
Spořitelna, kulturní památka
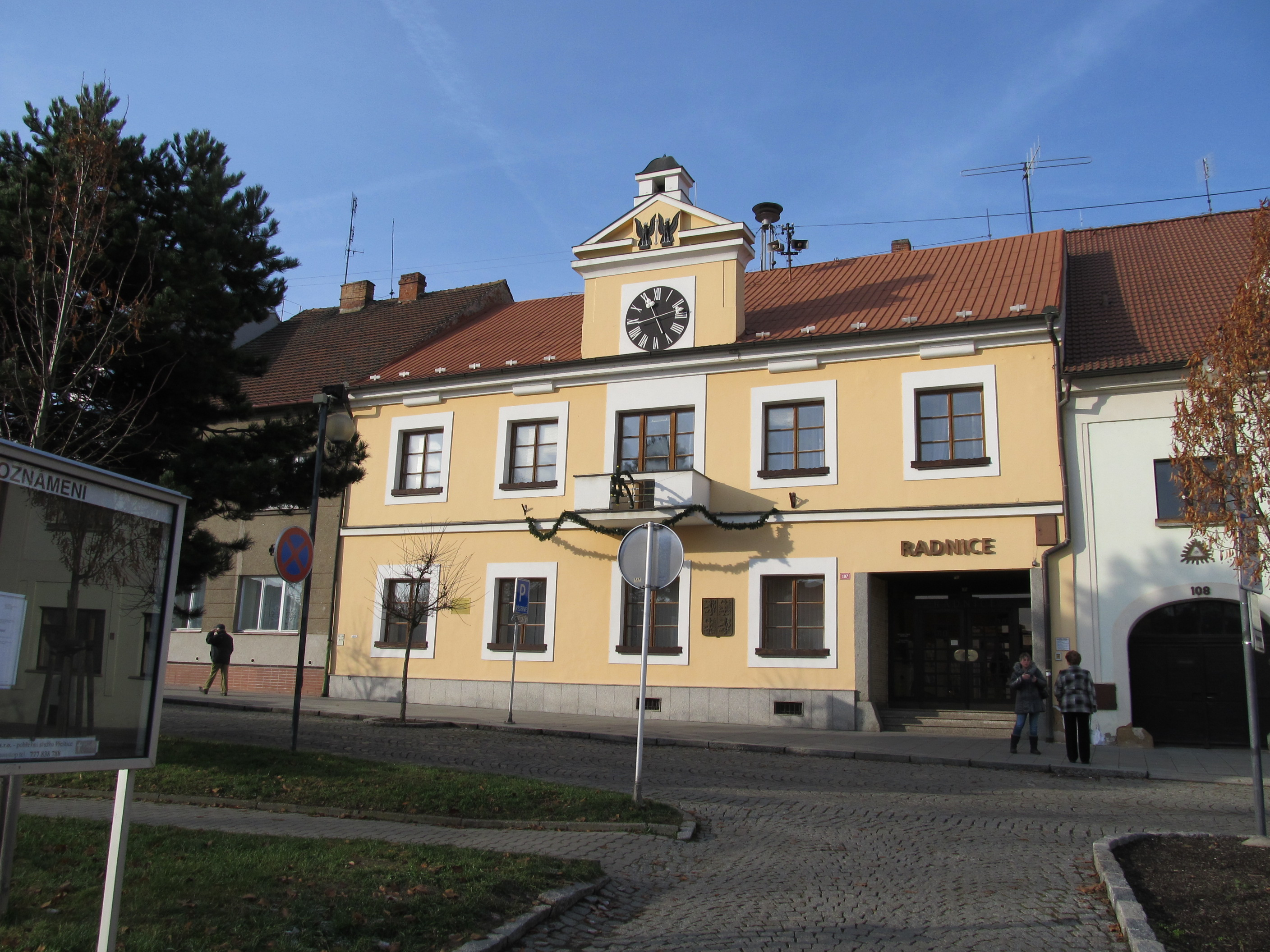
Radnice